# Быстрик (Горшеченский район)
Быстрик — деревня в Горшеченском районе Курской области России. Входит в состав Ключевского сельсовета.

## География
Деревня находится в восточной части Курской области, в лесостепной зоне, в пределах юго-западной части Среднерусской возвышенности, на берегах реки Быстрик, на расстоянии примерно 6 километров (по прямой) к западу от посёлка городского типа Горшечное, административного центра района. Абсолютная высота — 167 метров над уровнем моря.
Часовой пояс
Деревня Быстрик, как и вся Курская область, находится в часовой зоне МСК (московское время). Смещение применяемого времени относительно UTC составляет +3:00.

## Население
| 1859 | 2002 | 2010 |
| ---- | ---- | ---- |
| 666  | ↘302 | ↘228 |

Гендерный состав
По данным Всероссийской переписи населения 2010 года в гендерной структуре населения мужчины составляли 48,2 %, женщины — соответственно 51,8 %.
Национальный состав
Согласно результатам переписи 2002 года, в национальной структуре населения русские составляли 98 % из 302 чел.

## Улицы
Уличная сеть деревни состоит из шести улиц.